# 952
952 (CMLII) var ett skottår som började en torsdag i den julianska kalendern.

## Händelser

### Okänt datum
- Kalbidernas styrkor besegrar bysantinerna i Kalabrien.
- Hugo Capet gifter sig med Adelaide av Aquitaine.

## Födda
- Adela av Hamaland, grevinna av Hamaland.

## Avlidna
- Konstantin II, kung av Skottland 900-943.